# Glutinoglossum glutinosum
Glutinoglossum glutinosum é uma espécie de fungo da família Geoglossaceae (línguas da terra). Amplamente distribuída no Hemisfério Norte, foi registrada no norte da África, Ásia, Europa e América do Norte. Anteriormente, acreditava-se que ocorria na Australásia, mas coleções dessas regiões foram posteriormente reclassificadas como novas espécies. G. glutinosum é uma espécie saprófita que cresce no solo, em áreas com musgos ou gramíneas. Seus ascocarpos, lisos, quase negros e em forma de taco, atingem alturas de 1,5 a 5 cm. O píleo mede até 0,7 cm de comprimento e o estipe é pegajoso. Várias outras espécies de Geoglossaceae negras são semelhantes em aparência externa, e muitas só podem ser diferenciadas com segurança por características microscópicas, como esporos, ascos e paráfises. Descrito pela primeira vez em 1796 como uma espécie de Geoglossum, o fungo passou por várias mudanças de gênero em sua história taxonômica. Foi transferido para o gênero atual, Glutinoglossum [en], em 2013.

## Taxonomia
|  | Glutinoglossum australasicum                                               |
|  |                                                                            |
|  | \| \| G. glutinosum \| \| \| \| \| \| Glutinoglossum methvenii \| \| \| \| |
|  |                                                                            |
|  | G. glutinosum                                                              |
|  |                                                                            |
|  | Glutinoglossum methvenii                                                   |
|  |                                                                            |

|  | G. glutinosum            |
|  |                          |
|  | Glutinoglossum methvenii |
|  |                          |

|  | Glutinoglossum australasicum                                               |
|  |                                                                            |
|  | \| \| G. glutinosum \| \| \| \| \| \| Glutinoglossum methvenii \| \| \| \| |
|  |                                                                            |
|  | G. glutinosum                                                              |
|  |                                                                            |
|  | Glutinoglossum methvenii                                                   |
|  |                                                                            |

|  | G. glutinosum            |
|  |                          |
|  | Glutinoglossum methvenii |
|  |                          |

|  | Glutinoglossum australasicum                                               |
|  |                                                                            |
|  | \| \| G. glutinosum \| \| \| \| \| \| Glutinoglossum methvenii \| \| \| \| |
|  |                                                                            |
|  | G. glutinosum                                                              |
|  |                                                                            |
|  | Glutinoglossum methvenii                                                   |
|  |                                                                            |

|  | G. glutinosum            |
|  |                          |
|  | Glutinoglossum methvenii |
|  |                          |

|  | Glutinoglossum australasicum                                               |
|  |                                                                            |
|  | \| \| G. glutinosum \| \| \| \| \| \| Glutinoglossum methvenii \| \| \| \| |
|  |                                                                            |
|  | G. glutinosum                                                              |
|  |                                                                            |
|  | Glutinoglossum methvenii                                                   |
|  |                                                                            |

|  | G. glutinosum            |
|  |                          |
|  | Glutinoglossum methvenii |
|  |                          |

|  | Glutinoglossum australasicum                                               |
|  |                                                                            |
|  | \| \| G. glutinosum \| \| \| \| \| \| Glutinoglossum methvenii \| \| \| \| |
|  |                                                                            |
|  | G. glutinosum                                                              |
|  |                                                                            |
|  | Glutinoglossum methvenii                                                   |
|  |                                                                            |

|  | G. glutinosum            |
|  |                          |
|  | Glutinoglossum methvenii |
|  |                          |

|  | Glutinoglossum australasicum                                               |
|  |                                                                            |
|  | \| \| G. glutinosum \| \| \| \| \| \| Glutinoglossum methvenii \| \| \| \| |
|  |                                                                            |
|  | G. glutinosum                                                              |
|  |                                                                            |
|  | Glutinoglossum methvenii                                                   |
|  |                                                                            |

|  | G. glutinosum            |
|  |                          |
|  | Glutinoglossum methvenii |
|  |                          |

|  | Glutinoglossum australasicum                                               |
|  |                                                                            |
|  | \| \| G. glutinosum \| \| \| \| \| \| Glutinoglossum methvenii \| \| \| \| |
|  |                                                                            |
|  | G. glutinosum                                                              |
|  |                                                                            |
|  | Glutinoglossum methvenii                                                   |
|  |                                                                            |

|  | G. glutinosum            |
|  |                          |
|  | Glutinoglossum methvenii |
|  |                          |

|  | Glutinoglossum australasicum                                               |
|  |                                                                            |
|  | \| \| G. glutinosum \| \| \| \| \| \| Glutinoglossum methvenii \| \| \| \| |
|  |                                                                            |
|  | G. glutinosum                                                              |
|  |                                                                            |
|  | Glutinoglossum methvenii                                                   |
|  |                                                                            |

|  | G. glutinosum            |
|  |                          |
|  | Glutinoglossum methvenii |
|  |                          |

|  | Glutinoglossum australasicum                                               |
|  |                                                                            |
|  | \| \| G. glutinosum \| \| \| \| \| \| Glutinoglossum methvenii \| \| \| \| |
|  |                                                                            |
|  | G. glutinosum                                                              |
|  |                                                                            |
|  | Glutinoglossum methvenii                                                   |
|  |                                                                            |

|  | G. glutinosum            |
|  |                          |
|  | Glutinoglossum methvenii |
|  |                          |

|  | Glutinoglossum australasicum                                               |
|  |                                                                            |
|  | \| \| G. glutinosum \| \| \| \| \| \| Glutinoglossum methvenii \| \| \| \| |
|  |                                                                            |
|  | G. glutinosum                                                              |
|  |                                                                            |
|  | Glutinoglossum methvenii                                                   |
|  |                                                                            |

|  | G. glutinosum            |
|  |                          |
|  | Glutinoglossum methvenii |
|  |                          |

|  | Glutinoglossum australasicum                                               |
|  |                                                                            |
|  | \| \| G. glutinosum \| \| \| \| \| \| Glutinoglossum methvenii \| \| \| \| |
|  |                                                                            |
|  | G. glutinosum                                                              |
|  |                                                                            |
|  | Glutinoglossum methvenii                                                   |
|  |                                                                            |

|  | G. glutinosum            |
|  |                          |
|  | Glutinoglossum methvenii |
|  |                          |

|  | Glutinoglossum australasicum                                               |
|  |                                                                            |
|  | \| \| G. glutinosum \| \| \| \| \| \| Glutinoglossum methvenii \| \| \| \| |
|  |                                                                            |
|  | G. glutinosum                                                              |
|  |                                                                            |
|  | Glutinoglossum methvenii                                                   |
|  |                                                                            |

|  | G. glutinosum            |
|  |                          |
|  | Glutinoglossum methvenii |
|  |                          |

|  | Glutinoglossum australasicum                                               |
|  |                                                                            |
|  | \| \| G. glutinosum \| \| \| \| \| \| Glutinoglossum methvenii \| \| \| \| |
|  |                                                                            |
|  | G. glutinosum                                                              |
|  |                                                                            |
|  | Glutinoglossum methvenii                                                   |
|  |                                                                            |

|  | G. glutinosum            |
|  |                          |
|  | Glutinoglossum methvenii |
|  |                          |

|  | Glutinoglossum australasicum                                               |
|  |                                                                            |
|  | \| \| G. glutinosum \| \| \| \| \| \| Glutinoglossum methvenii \| \| \| \| |
|  |                                                                            |
|  | G. glutinosum                                                              |
|  |                                                                            |
|  | Glutinoglossum methvenii                                                   |
|  |                                                                            |

|  | G. glutinosum            |
|  |                          |
|  | Glutinoglossum methvenii |
|  |                          |

|  | Glutinoglossum australasicum                                               |
|  |                                                                            |
|  | \| \| G. glutinosum \| \| \| \| \| \| Glutinoglossum methvenii \| \| \| \| |
|  |                                                                            |
|  | G. glutinosum                                                              |
|  |                                                                            |
|  | Glutinoglossum methvenii                                                   |
|  |                                                                            |

|  | G. glutinosum            |
|  |                          |
|  | Glutinoglossum methvenii |
|  |                          |

|  | Glutinoglossum australasicum                                               |
|  |                                                                            |
|  | \| \| G. glutinosum \| \| \| \| \| \| Glutinoglossum methvenii \| \| \| \| |
|  |                                                                            |
|  | G. glutinosum                                                              |
|  |                                                                            |
|  | Glutinoglossum methvenii                                                   |
|  |                                                                            |

|  | G. glutinosum            |
|  |                          |
|  | Glutinoglossum methvenii |
|  |                          |

O fungo foi descrito oficialmente em 1796 como Geoglossum glutinosum pelo micologista holandês Christiaan Hendrik Persoon, que destacou características como a cor negra, o píleo liso, comprimido e em forma de taco, com sulcos, e o estipe ligeiramente curvado e glutinoso. Em 1908, Elias Judah Durand transferiu-o para Gloeoglossum, um gênero que ele circunscreveu para conter espécies com paráfises (células filamentosas e estéreis intercaladas entre os ascos) presentes como uma camada gelatinosa contínua no estipe; Gloeoglossum foi posteriormente reduzido a sinônimo de Geoglossum. Em 1942, o micologista japonês Sanshi Imai considerou que a espécie pertencia ao gênero Cibalocoryne, um nome de gênero usado anteriormente por Frigyes Ákos Hazslinszky, e, então, publicou o nome Cibalocoryne glutinosa. No entanto, autores posteriores consideraram Cibalocoryne um nome ambíguo, sinonimizando-o com Geoglossum. Persoon também descreveu a espécie Geoglossum viscosum (1801) e a variedade Geoglossum glutinosum var. lubricum (1822), ambas sinonimizadas com G. glutinosum por Durand em 1908.
Em 2013, Vincent Hustad e colaboradores transferiram a espécie para o gênero recém-criado Glutinoglossum, após análises moleculares indicarem que ela e G. heptaseptatum formavam um clado bem definido na família Geoglossaceae. Em 2015, Hustad e Andrew Miller publicaram uma descrição revisada de G. glutinosum, com uma faixa mais estreita de dimensões de esporos, sugerindo que materiais coletados na Austrália e Nova Zelândia pertenciam a espécies distintas, reclassificadas como G. australasicum e G. exiguum. Essas espécies, junto com G. americanum e G. methvenii, foram adicionadas ao gênero em 2015. Hustad e Miller observaram que a nova faixa de tamanho de esporos de G. glutinosum estava mais alinhada com as medidas de Durand do holótipo de Persoon.
O epíteto específico glutinosum deriva da palavra em latim gluten, que significa "cola".

## Descrição
"Mas, de todos os fungos de aparência sinistra, nenhum tem uma aparência tão estranha quanto o Geoglossum negro. É justamente chamado de língua da terra, pois brota do solo em forma de língua, negro e glutinoso."

Margaret Mary Plues, 1863
Os ascocarpos em forma de taco, com um píleo preto distinto e um estipe de cor mais clara (marrom-escuro), atingem alturas de 1,5 a 5 cm. O píleo, de até 0,7 cm de altura, varia de fusiforme a elipsoidal estreito ou quase cilíndrico, sendo levemente comprimido nas laterais. O píleo, quase negro e com textura cerosa, apresenta um sulco vertical no centro. O estipe tem uma superfície glutinosa, de cor cinza-marrom escura.
Os esporos são lisos, cilíndricos, por vezes com leve dilatação no centro e ocasionalmente curvados, medindo 59–65 por 4–5 μm. Os esporos de G. glutinosum possuem de dois a sete septos, sendo três o número mais comum em espécimes maduros. Os ascos, de paredes finas, são cilíndricos a estreitamente claviformes, contêm oito esporos e medem tipicamente 200–265 μm de comprimento por 12–16 μm de largura. Os esporos ocupam cerca de dois terços a três quartos da porção superior do asco, deixando uma base hialina (transparente). As paráfises, hialinas na base e marrons nas regiões superiores, têm 4–11 μm de largura, sendo mais longas que os ascos. As células no ápice das paráfises são piriformes ou esféricas, acastanhadas, medindo 8–10 μm de largura. O material pegajoso no estipe é uma matriz gelatinosa composta por uma camada de paráfises.

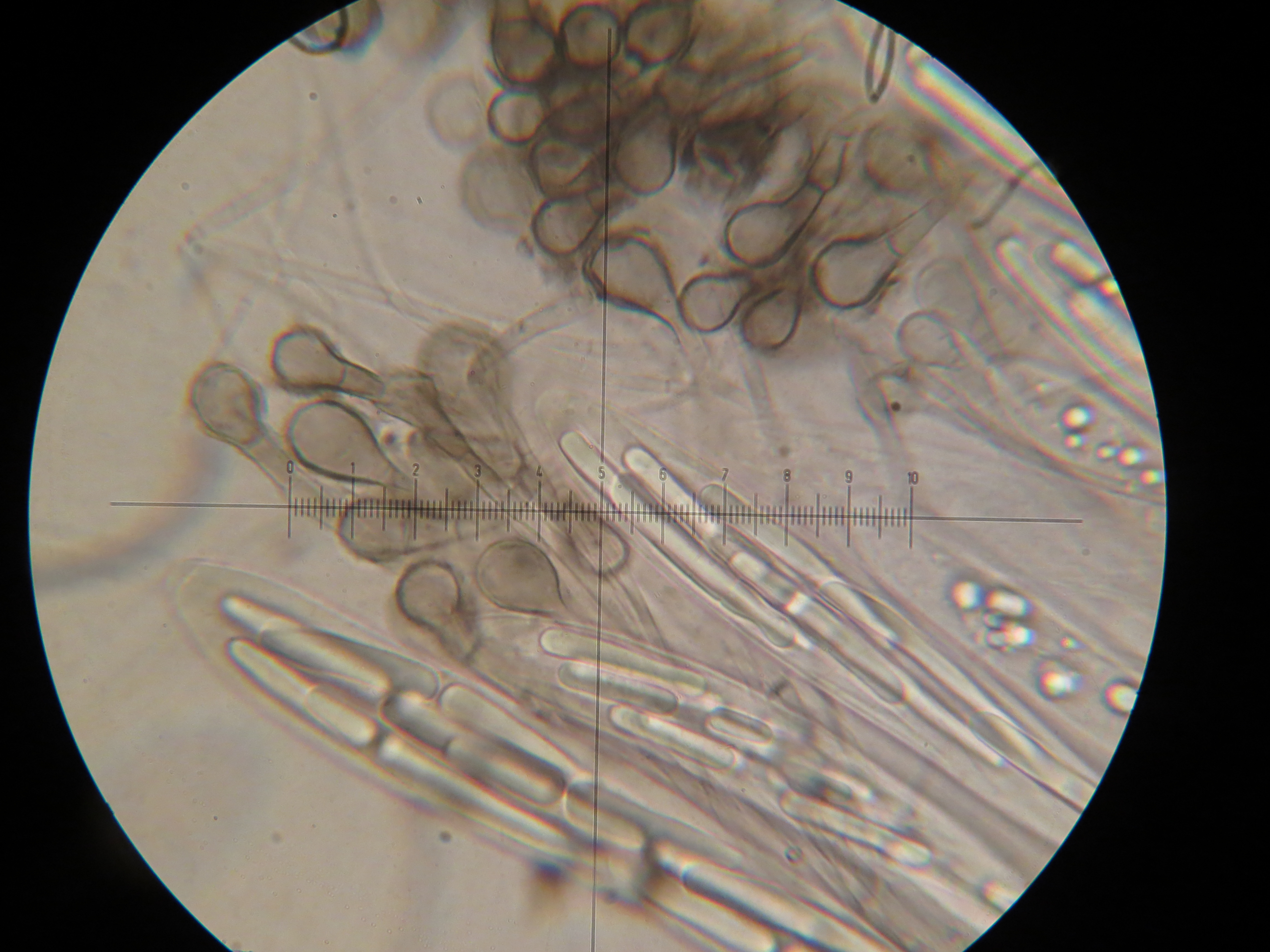
As pontas esféricas ou em forma de pera das paráfises se estendem além dos ascos.

Embora as espécies de Geoglossaceae negras geralmente não sejam comestíveis, Charles McIlvaine, em sua obra de 1902 One Thousand American Fungi, afirmou que, se cozido, G. glutinosum é "delicioso".

### Espécies semelhantes
Geoglossum nigritum é semelhante em aparência a Glutinoglossum glutinosum, mas não possui um estipe viscoso. Espécies de Trichoglossum [en], como a comum T. hirsutum [en], apresentam uma textura aveludada devido a cerdas de paredes espessas chamadas setas. Outras espécies são semelhantes em aparência externa a G. glutinosum e podem ser difíceis de distinguir sem considerar a distribuição e características microscópicas, como o tamanho e a forma dos ascos, esporos e paráfises. G. peckianum e G. uliginosum podem desenvolver um estipe glutinoso; a primeira tem esporos de 90–120 por 6–7 μm com 14 septos, enquanto a segunda possui esporos de 60–80 por 4,5–6 μm com 7 septos. A espécie australasiana G. methvenii é distinguida de G. glutinosum por seus esporos curtos e robustos (geralmente 70–80 por 5–6 μm) e pela presença de pontas de paráfises curvadas ou em forma de gancho. G. australasicum, a espécie mais abundante de Glutinoglossum na Australásia, tem ascos medindo 205–270 por 17–20 μm, enquanto os de G. exiguum medem 165–260 por 13,5–17 μm. Esta última espécie tende a ter ascocarpos menores, com até 3,5 cm de altura.

## Habitat e distribuição

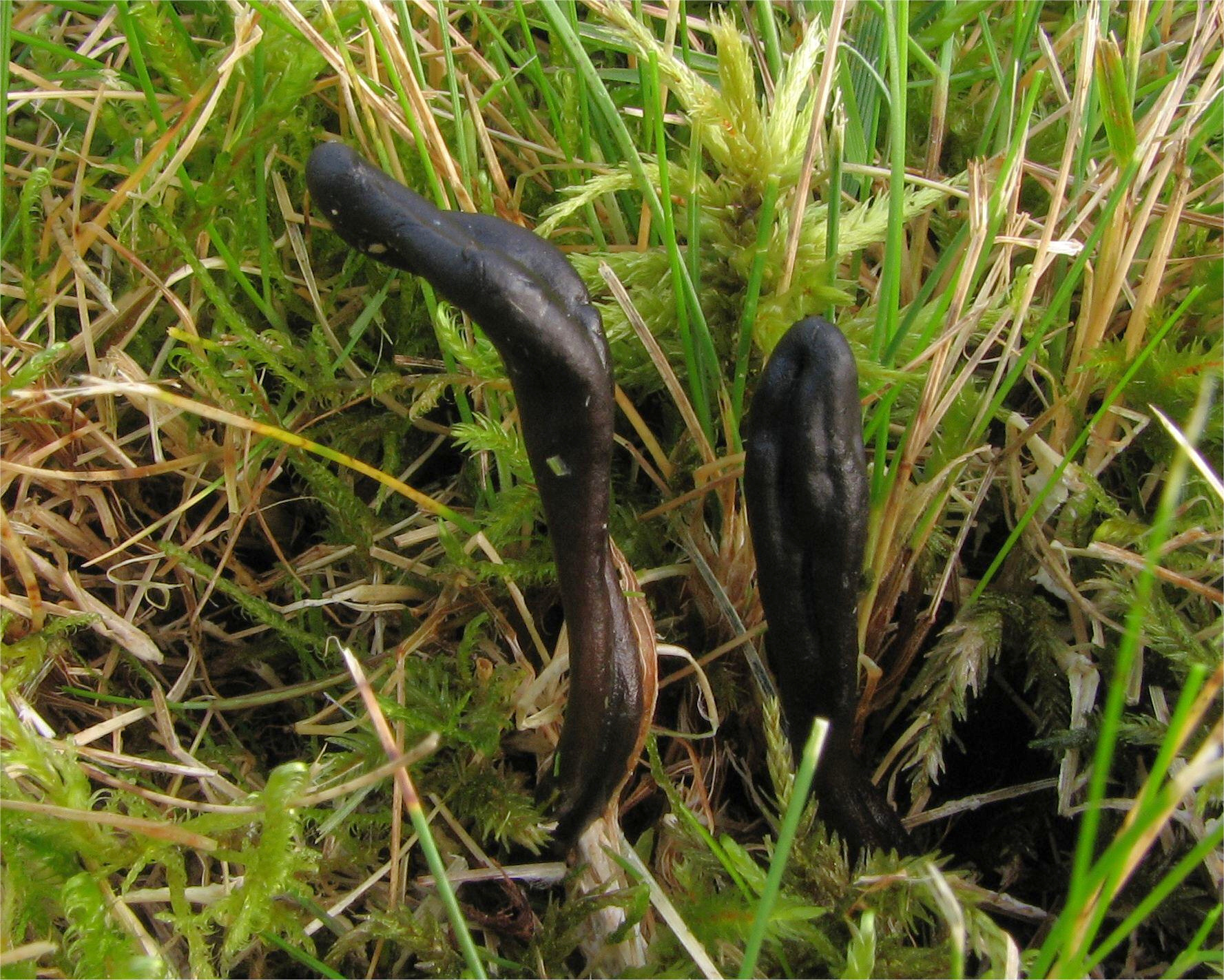
Ascocarpos encontrados na Suécia.

Os ascocarpos de Glutinoglossum glutinosum, uma espécie saprófita, crescem espalhados no solo, em leitos de musgos ou áreas gramadas. Na América do Norte, as coleções estão tipicamente associadas a madeiras de lei, enquanto na Europa são frequentemente encontradas em pastagens e depressões de dunas. No Reino Unido, o fungo é usado como indicador de pastagens de qualidade média. Na Índia, foi encontrado no solo de florestas de carvalho e entre musgos em encostas rochosas a uma altitude de 2.000 m.
Espécie amplamente distribuída, G. glutinosum foi registrada no norte da África (Macaronésia), Ásia (Butão, China, Índia, Japão, Filipinas) e Europa. Na Suíça, é considerada vulnerável. Na Bulgária, onde é classificada como criticamente ameaçada, enfrenta ameaças como "alterações de habitat devido a atividades agrícolas (culturas, pecuária), poluição atmosférica e do solo, seca e aquecimento global". Em uma Lista Vermelha Regional preliminar de macrofungos holandeses, foi considerada ameaçada, sendo notado que antes de 1970 era "razoavelmente comum", mas após esse ano tornou-se "razoavelmente raro". Na América do Norte, a distribuição inclui Canadá, Estados Unidos e México.
Embora anteriormente se pensasse que G. glutinosum ocorria na Austrália e Nova Zelândia, análises genéticas posteriores de coleções dessas regiões revelaram que pertenciam às espécies recém-descritas G. australasicum ou G. exiguum.